# Campeonato Europeo de Triatlón de 2022
El XXXVIII Campeonato Europeo de Triatlón se celebró en Múnich (Alemania) entre el 12 y el 14 de agosto de 2022 bajo la organización de la Unión Europea de Triatlón (ETU) y la Federación Alemana de Triatlón.
Los 1,5 km de natación se realizaron en el Olympiasee del Parque Olímpico, los 40 km de bicicleta y los 10 km de carrera se desarrollaron en un circuito urbano de la ciudad Múnich.
Los triatletas de Rusia y Bielorrusia fueron excluidos de este campeonato debido a la invasión rusa de Ucrania.

## Resultados
| Evento               | Oro                                                                 | Plata                                                                    | Bronce                                                              |
| -------------------- | ------------------------------------------------------------------- | ------------------------------------------------------------------------ | ------------------------------------------------------------------- |
| Masculino (13.08)    | Léo Bergère Francia                                                 | Pierre Le Corre Francia                                                  | Dorian Coninx Francia                                               |
| Femenino (12.08)     | Non Stanford Reino Unido                                            | Laura Lindemann · Alemania                                               | Emma Lombardi Francia                                               |
| Relevo mixto (14.08) | Francia Léo Bergère Emma Lombardi Dorian Coninx Cassandre Beaugrand | Alemania · Valentin Wernz · Nina Eim · Simon Henseleit · Laura Lindemann | Suiza · Max Studer · Cathia Schär · Simon Westermann · Julie Derron |

### Masculino
| Puesto            | Triatleta        | País     |       |       |       | Final   |
| ----------------- | ---------------- | -------- | ----- | ----- | ----- | ------- |
| Medalla de oro    | Léo Bergère      | Francia  | 17:49 | 51:13 | 31:13 | 1:41:09 |
| Medalla de plata  | Pierre Le Corre  | Francia  | 17:45 | 51:18 | 31:21 | 1:41:17 |
| Medalla de bronce | Dorian Coninx    | Francia  | 17:39 | 51:22 | 31:29 | 1:41:24 |
| 4                 | Csongor Lehmann  | Hungría  | 17:37 | 51:26 | 31:32 | 1:41:30 |
| 5                 | Jelle Geens      | Bélgica  | 18:41 | 51:06 | 31:00 | 1:41:39 |
| 6                 | João Pereira     | Portugal | 17:47 | 51:16 | 31:50 | 1:41:49 |
| 7                 | Jonas Schomburg  | Alemania | 17:41 | 51:21 | 32:10 | 1:42:08 |
| 8                 | Michele Sarzilla | Italia   | 18:20 | 51:29 | 31:47 | 1:42:33 |

### Femenino
| Puesto            | Triatleta              | País        |       |       |       | Final   |
| ----------------- | ---------------------- | ----------- | ----- | ----- | ----- | ------- |
| Medalla de oro    | Non Stanford           | Reino Unido | 19:27 | 57:19 | 34:24 | 1:52:10 |
| Medalla de plata  | Laura Lindemann        | Alemania    | 19:22 | 57:20 | 34:34 | 1:52:19 |
| Medalla de bronce | Emma Lombardi          | Francia     | 19:42 | 57:05 | 34:40 | 1:52:22 |
| 4                 | Nina Eim               | Alemania    | 19:57 | 56:51 | 35:03 | 1:52:51 |
| 5                 | Cassandre Beaugrand    | Francia     | 19:25 | 57:19 | 35:21 | 1:53:05 |
| 6                 | Julie Derron           | Suiza       | 19:34 | 57:06 | 35:26 | 1:53:10 |
| 7                 | Míriam Casillas García | España      | 19:36 | 57:08 | 35:40 | 1:53:23 |
| 8                 | Alberte Pedersen       | Dinamarca   | 20:07 | 56:40 | 35:42 | 1:53:32 |

### Relevo mixto
| Puesto            | País     | R1    | R2    | R3    | R4    | Final   |
| ----------------- | -------- | ----- | ----- | ----- | ----- | ------- |
| Medalla de oro    | Francia  | 19:47 | 21:55 | 20:17 | 23:17 | 1:25:30 |
| Medalla de plata  | Alemania | 20:16 | 22:16 | 20:15 | 23:00 | 1:26:03 |
| Medalla de bronce | Suiza    | 19:33 | 22:45 | 20:33 | 23:13 | 1:26:19 |

## Medallero
| Núm. | País        | Oro | Plata | Bronce | Total |
| ---- | ----------- | --- | ----- | ------ | ----- |
| 1    | Francia     | 2   | 1     | 2      | 5     |
| 2    | Reino Unido | 1   | 0     | 0      | 1     |
| 3    | Alemania    | 0   | 2     | 0      | 2     |
| 4    | Suiza       | 0   | 0     | 1      | 1     |
|      | TOTAL       | 3   | 3     | 3      | 9     |